# ناحیه میرپور خاص
ناحیه میرپور خاص (به انگلیسی: Mirpur Khas District) یکی از ناحیه‌های پاکستان در پاکستان است که در ایالت سند واقع شده‌است. ناحیه میرپور خاص ۱٬۵۰۵٬۸۷۶ نفر جمعیت دارد.